# Skupiny řidičského oprávnění

Skupiny řidičského oprávnění v Evropské unii

Skupina řidičského oprávnění určuje, pro kterou skupinu motorových vozidel či jízdních souprav je řidičské oprávnění platné. Evropské standardy stanoví Směrnice Evropského parlamentu a Rady 2006/126/ES ze dne 20. prosince 2006 o řidičských průkazech. V České republice je toto vymezení zapracováno do zákona č. 361/2000 Sb., o pravidlech provozu na pozemních komunikacích, zejména § 80 a násl.
Směrnice 91/439/EHS zaváděla povinné skupiny motorových vozidel A (motocykly), B (osobní auta), C (nákladní auta) a D (autobusy), popř. v kombinaci se skupinou E (přívěs nad 750 kg) a nepovinné podskupiny označené číslovkou 1 v rámci všech těchto skupin a výjimkou skupiny E, s rozmezím věkových hranic pro základní skupiny 16 až 21 let. Směrnice Evropského parlamentu a Rady 2006/126/ES dosavadní nepovinné podskupiny zařazuje mezi skupiny a zavádí nové skupiny A2 a AM (v ČR existovala skupina AM již předtím jako národní), zároveň dochází k předefinování dvou dosavadních motocyklových skupin do čtyř skupin, do nichž jsou nově zařazena i lehká tříkolová a čtyřkolová vozidla. Rovněž dochází ke změně vymezení velikosti přípustných přívěsů zejména ve vztahu ke skupině B. Rozpětí věkových hranic nová směrnice oběma směry rozšířila na 14 až 24 let, zvýšeny jsou věkové hranice pro skupinu A a pro skupiny C a D s výjimkami pro profesionální řidiče.

## Česká republika

### Skupiny oprávnění od ledna 2022 (platné nyní)
Se skupinou C lze řídit i traktory a pracovní stroje samojízdné.

### Skupiny oprávnění od listopadu 2014
Novelizační zákon ze dne 23. října 2014 s účinností od 7. listopadu 2014,
kterým se mění zákon č. 361/2000 Sb., o provozu na pozemních komunikacích a o změnách některých zákonů (zákon o silničním provozu), ve znění pozdějších předpisů, a zákon č. 247/2000 Sb.,
o získávání a zdokonalování odborné způsobilosti k řízení motorových vozidel
a o změnách některých zákonů, ve znění pozdějších předpisů 
| Označení | Platnost a podmínky | Minimální věk |
| -------- | --- | --- |
| AM       | - Motorová vozidla s konstrukční rychlostí nepřevyšující 45 km/h. - U dvoukolových vozidel je příslušnost omezena zdvihovým objemem válců spalovacího motoru nepřevyšujícím 50 cm³ a výkonem elektrického motoru do 4 kW. - U tříkolových a čtyřkolových vozidel se shodné omezení kubatury vztahuje pouze na zážehové motory a omezení výkonem 4 kW na všechny ostatní typy motorů. - U čtyřkolových vozidel je navíc příslušnost ke skupině omezena hmotností vozidla v nenaloženém stavu nejvýše 350 kg. K řízení vozidel skupiny AM opravňuje kterékoliv řidičské oprávnění s výjimkou oprávnění pro skupinu T. | 15 let |
| A1       | - Lehké motocykly s postranním vozíkem i bez něj, o výkonu nejvýše 11 kW a s poměrem výkonu/hmotnosti nejvýše 0,1 kW/kg a se zdvihovým objemem spalovacího motoru nepřevyšujícím 125 cm³. - Tříkolová motorová vozidla o výkonu nejvýše 15 kW. Řidičské oprávnění pro skupinu A1 platí i pro čtyřkolová vozidla o výkonu motoru do 15 kW, s hmotností v nenaloženém stavu do 400 kg a se zdvihovým objemem spalovacího motoru do 125 cm³. | 16 let (možná výjimka pro soutěže)                                                                                          |
| A2       | Motocykly s postranním vozíkem i bez něj s výkonem motoru nejvýše 35 kW a s poměrem výkonu/hmotnosti nejvýše 0,2 kW/kg, které nebyly upraveny z motocyklu s více než dvojnásobným výkonem. Řidičské oprávnění pro skupinu A2 platí i pro vozidla skupiny A1. | 18 let (možná výjimka pro soutěže)                                                                                          |
| A        | - Motocykly s postranním vozíkem nebo bez něj. - Tříkolová motorová vozidla nespadající do skupiny A1 (tj. s vyšším výkonem než 15 kW). Řidičské oprávnění pro skupinu A platí i pro vozidla skupin A2 a A1. Řidičské oprávnění pro skupinu A opravňuje také k řízení čtyřkolových vozidel o výkonu motoru do 15 kW a hmotnosti v nenaloženém stavu do 400 kg. | 24 let (21 let jen pro tříkolová vozidla, 20 let po dvou letech držení skupiny A2, pro nižší věk možná výjimka pro soutěže) |
| B1       | Čtyřkolová motorová vozidla nespadající do skupiny AM, jejichž výkon nepřevyšuje 15 kW a hmotnost v nenaloženém stavu nepřevyšuje 400 kg nebo 550 kg u vozidel určených k přepravě zboží. Řidičské oprávnění pro skupinu B1 platí i pro tříkolová vozidla ze skupiny A1. | 17 let |
| B        | Motorová vozidla, která nespadají do žádné ze skupin AM, A1, A2, A a B1, jejichž největší povolená hmotnost nepřevyšuje 3 500 kg, určená pro přepravu nejvýše 8 osob kromě řidiče, ke kterým smí být připojeno přípojné vozidlo o největší povolené hmotnosti: - Nepřevyšující 750 kg. - Převyšující 750 kg, pokud největší povolená hmotnost této jízdní soupravy nepřevyšuje 3 500 kg. - Převyšující 750 kg, pokud největší povolená hmotnost této jízdní soupravy převyšuje 3 500 kg, ale nepřevyšuje 4 250 kg, jedná-li se o řidičské oprávnění v rozšířeném rozsahu. K řidičskému oprávnění v rozšířeném rozsahu „Harmonizační kód 96“ postačuje složení tzv. „doplňovací zkoušky“ podle § 45b zákona č. 247/2000 Sb. Od 1. ledna 2024 lze udělit řidičské oprávnění skupiny B i 17leté osobě, avšak pouze se souhlasem jejího zákonného zástupce. 17letý řidič může řídit vozidla skupiny B až do dovršení 18 let pouze se zkušeným řidičem (mentorem). Řidičské oprávnění skupiny B platí i pro vozidla skupiny A1 s automatickou převodovkou a pro vozidla skupiny B1. Řidičské oprávnění skupiny B opravňuje držitele, který dosáhl věku 21 let, i k řízení tříkolových vozidel skupiny A. | 18 let |
| BE       | Jízdní soupravy z motorového vozidla skupiny B a přípojného vozidla těžšího 750 kg, celková hmotnost jízdní soupravy může překročit 3,5 tuny, ale nesmí překočit 7 tun. Lze jej udělit jen držiteli oprávnění skupiny B. | 18 let |
| C1       | Motorová vozidla, s výjimkou traktorů, o maximální přípustné hmotnosti převyšující 3,5 tuny a nepřevyšující 7,5 tuny, určená pro přepravu nejvýše 8 osob kromě řidiče. K vozidlu může být připojeno přípojné vozidlo o nejvšší povolené hmotnosti do 750 kg. Lze jej udělit jen držiteli oprávnění skupiny B. | 18 let |
| C1E      | Jízdní soupravy o nejvyšší povolené hmotnosti nepřevyšující 12 tun složené buď z motorového vozidla skupiny C1 a přípojného vozidla o největší povolené hmotnosti převyšující 750 kg nebo z motorového vozidla skupiny B a přípojného vozidla o největší povolené hmotnosti převyšující 3,5 tuny. Řidičské oprávnění skupiny C1E opravňuje i k řízení jízdních souprav spadajících do skupiny BE. Lze jej udělit jen držiteli oprávnění skupiny C1. | 18 let |
| C        | Motorová vozidla s výjimkou traktorů o maximální přípustné hmotnosti převyšující 3,5 tuny, určená pro přepravu nejvýše 8 osob kromě řidiče. K vozidlu může být připojeno přípojné vozidlo o nejvyšší povolené hmotnosti do 750 kg. Řidičské oprávnění skupiny C opravňuje i k řízení vozidel skupiny C1. Lze jej udělit jen držiteli oprávnění skupiny B. | 21 let (18 let s omezením nebo v kombinaci s průkazem profesní způsobilosti s rozšířeným školením)                          |
| CE       | Jízdní soupravy složené z motorového vozidla skupiny C a přípojného vozidla, pokud nejde o jízdní soupravu, která celá spadá pod skupinu C. Řidičské oprávnění skupiny CE opravňuje i k řízení jízdních souprav spadajících do skupiny BE nebo C1E. Řidičské oprávnění skupiny CE ve spojení s řidičským oprávněním skupiny D platí i pro jízdní soupravy spadající do skupiny DE. Lze jej udělit jen držiteli oprávnění skupiny C. | 21 let (18 let v kombinaci s průkazem profesní způsobilosti)                                                                |
| D1       | Motorová vozidla o délce nepřesahující 8 metrů s určená pro přepravu více než 8, ale nejvýše 16 osob kromě řidiče, k tomuto vozidlu smí být připojeno přípojné vozidlo, jehož největší povolená hmotnost nepřevyšuje 750 kg. Lze jej udělit jen držiteli oprávnění skupiny B. | 21 let |
| D1E      | Jízdní soupravy složené z motorového vozidla spadajícího pod skupinu D1 a přípojného vozidla, pokud nejde o jízdní soupravu, která celá spadá pod skupinu D1. Řidičské oprávnění skupiny D1E opravňuje i k řízení jízdních souprav spadajících do skupiny BE. Lze jej udělit jen držiteli oprávnění skupiny D1. | 21 let |
| D        | Motorová vozidla nespadající do skupiny D1 s určená pro přepravu více než 8 osob kromě řidiče, k tomuto vozidlu smí být připojeno přípojné vozidlo, jehož maximální přípustná hmotnost nepřevyšuje 750 kg. Řidičské oprávnění skupiny D platí i pro vozidla skupiny D1. Lze jej udělit jen držiteli oprávnění skupiny B. Řidičské oprávněné skupiny D je vyžadováno i k řízení trolejbusu, vedle oprávnění k řízení drážního vozidla. | 24 let (21 let s omezením nebo v kombinaci s průkazem profesní způsobilosti s rozšířeným školením)                          |
| DE       | Jízdní soupravy složené z motorového vozidla spadajícího pod skupinu D a přípojného vozidla, pokud nejde o jízdní soupravu, která celá spadá pod skupinu D. Řidičské oprávnění skupiny DE opravňuje i k řízení jízdních souprav spadajících do skupiny BE nebo D1E. Lze jej udělit jen držiteli oprávnění skupiny D. | 24 let (23 let v kombinaci s průkazem profesní způsobilosti)                                                                |
| T        | Traktory a samojízdné pracovní stroje, a to i s přípojným vozidlem. | 17 let |

### Skupiny oprávnění od ledna 2013 do listopadu 2014
Novelizační zákon 297/2011 Sb. s účinností od 19. ledna 2013, tedy nejzazší možné lhůty předepsané směrnicí EU, mění terminologii, původní znění zákona hovořilo o zařazování motorových vozidel do „skupiny nebo podskupiny řidičského oprávnění“ (jako podskupiny jsou označovány skupiny A1, B1, C1, D1 a jejich kombinace s E), nové znění zavádí jednotně „skupiny vozidel“, přičemž každé řidičské oprávnění je udělováno pro určitou skupinu vozidel.
| Označení | Platnost a podmínky | Minimální věk |
| -------- | --- | --- |
| AM       | Motorová vozidla s konstrukční rychlostí nepřevyšující 45 km/h. U dvoukolových vozidel je příslušnost omezena zdvihovým objemem válců spalovacího motoru nepřevyšujícím 50 cm³ a výkonem elektrického motoru do 4 kW, u tříkolových a čtyřkolových vozidel se shodné omezení kubatury vztahuje pouze na zážehové motory a omezení výkonem 4 kW na všechny ostatní typy motorů. U čtyřkolových vozidel je navíc příslušnost ke skupině omezena hmotností vozidla v nenaloženém stavu nejvýše 350 kg. K řízení vozidel skupiny AM opravňuje kterékoliv řidičské oprávnění s výjimkou oprávnění pro skupinu T. | 15 let |
| A1       | - Lehké motocykly s postranním vozíkem i bez něj, o výkonu nejvýše 11 kW a s poměrem výkonu/hmotnosti nejvýše 0,1 kW/kg a se zdvihovým objemem spalovacího motoru nepřevyšujícím 125 cm³. - Tříkolová motorová vozidla o výkonu nejvýše 15 kW - Řidičské oprávnění pro skupinu A1 platí i pro čtyřkolová vozidla o výkonu motoru do 15 kW, s hmotností v nenaloženém stavu do 400 kg a se zdvihovým objemem spalovacího motoru do 125 cm³. | 16 let (možná výjimka pro soutěže)                                                                                          |
| A2       | Motocykly s postranním vozíkem i bez něj s výkonem motoru nejvýše 35 kW a s poměrem výkonu/hmotnosti nejvýše 0,2 kW/kg, které nebyly upraveny z motocyklu s více než dvojnásobným výkonem. Řidičské oprávnění pro skupinu A2 platí i pro vozidla skupiny A1. | 18 let (možná výjimka pro soutěže)                                                                                          |
| A        | - Motocykly s postranním vozíkem nebo bez něj. - Tříkolová motorová vozidla nespadající do skupiny A1 (tj. s vyšším výkonem než 15 kW). - Řidičské oprávnění pro skupinu A platí i pro vozidla skupin A2 a A1. - Řidičské oprávnění pro skupinu A opravňuje také k řízení čtyřkolových vozidel o výkonu motoru do 15 kW a hmotnosti v nenaloženém stavu do 400 kg. | 24 let (21 let jen pro tříkolová vozidla, 20 let po dvou letech držení skupiny A2, pro nižší věk možná výjimka pro soutěže) |
| B1       | Čtyřkolová motorová vozidla nespadající do skupiny AM, jejichž výkon nepřevyšuje 15 kW a hmotnost v nenaloženém stavu nepřevyšuje 400 kg nebo 550 kg u vozidel určených k přepravě zboží. Řidičské oprávnění pro skupinu B1 platí i pro tříkolová vozidla ze skupiny A1. | 17 let |
| B        | Motorová vozidla, která nespadají do žádné ze skupin AM, A1, A2, A a B1, s největší povolenou hmotností nepřevyšující 3,5 tuny a maximálně 8 místy k sezení mimo řidiče, ke kterým smí být připojeno přípojné vozidlo: - o největší povolené hmotnosti nepřevyšující 750 kg, pokud největší povolená hmotnost této jízdní soupravy nepřevyšuje 3 500 kg - o největší povolené hmotnosti nepřevyšující 750 kg, pokud největší povolená hmotnost této jízdní soupravy nepřevyšuje 4 250 kg, jedná-li se o řidičské oprávnění skupiny B v rozšířeném rozsahu K řidičskému oprávnění v rozšířeném rozsahu „Harmonizační kód 96“ postačuje složení tzv. „doplňovací zkoušky“ podle § 45a zákona č. 247/2000 Sb. Řidičské oprávnění skupiny B platí i pro vozidla skupiny A1 s automatickou převodovkou a pro vozidla skupiny B1. Řidičské oprávnění skupiny B opravňuje držitele, který dosáhl věku 21 let, i k řízení tříkolových vozidel skupiny A. | 18 let |
| B+E      | Jízdní soupravy z motorového vozidla skupiny B a přípojného vozidla těžšího 750 kg, celková hmotnost jízdní soupravy může překročit 3,5 tuny, ale nesmí překročit 7 tun. Lze jej udělit jen držiteli oprávnění skupiny B. | 18 let |
| C1       | Motorová vozidla, s výjimkou traktorů, o maximální přípustné hmotnosti převyšující 3,5 tuny a nepřevyšující 7,5 tuny, s maximálně 8 místy k sezení mimo místa řidiče. K vozidlu může být připojeno přípojné vozidlo o nejvyšší povolené hmotnosti do 750 kg. Lze jej udělit jen držiteli oprávnění skupiny B. | 18 let |
| C1+E     | Jízdní soupravy o nejvyšší povolené hmotnosti nepřevyšující 12 tun složené buď z motorového vozidla skupiny C1 a přípojného vozidla o největší povolené hmotnosti převyšující 750 kg nebo z motorového vozidla skupiny B a přípojného vozidla o největší povolené hmotnosti převyšující 3,5 tuny. Řidičské oprávnění skupiny C1+E opravňuje i k řízení jízdních souprav spadajících do skupiny B+E. Lze jej udělit jen držiteli oprávnění skupiny C1. | 18 let |
| C        | Motorová vozidla s výjimkou traktorů o maximální přípustné hmotnosti převyšující 3,5 tuny a maximálně 8 místy k sezení mimo místa řidiče. K vozidlu může být připojeno přípojné vozidlo o nejvyšší povolené hmotnosti do 750 kg. Řidičské oprávnění skupiny C opravňuje i k řízení vozidel skupiny C1. Lze jej udělit jen držiteli oprávnění skupiny B. | 21 let (18 let s omezením nebo v kombinaci s průkazem profesní způsobilosti s rozšířeným školením)                          |
| C+E      | Jízdní soupravy složené z motorového vozidla skupiny C a přípojného vozidla, pokud nejde o jízdní soupravu, která celá spadá pod skupinu C. Řidičské oprávnění skupiny C+E opravňuje i k řízení jízdních souprav spadajících do skupiny B+E nebo C1+E. Řidičské oprávnění skupiny C+E ve spojení s řidičským oprávněním skupiny D platí i pro jízdní soupravy spadající do skupiny D+E. Lze jej udělit jen držiteli oprávnění skupiny C. | 21 let (18 let v kombinaci s průkazem profesní způsobilosti)                                                                |
| D1       | Motorová vozidla o délce nepřesahující 8 metrů s více než 8, ale nejvíce 16 místy k sezení, kromě místa řidiče, k tomuto vozidlu smí být připojeno přípojné vozidlo, jehož největší povolená hmotnost nepřevyšuje 750 kg. Lze jej udělit jen držiteli oprávnění skupiny B. | 21 let |
| D1+E     | Jízdní soupravy složené z motorového vozidla spadajícího pod skupinu D1 a přípojného vozidla, pokud nejde o jízdní soupravu, která celá spadá pod skupinu D1. Řidičské oprávnění skupiny D1+E opravňuje i k řízení jízdních souprav spadajících do skupiny B+E. Lze jej udělit jen držiteli oprávnění skupiny D1. | 21 let |
| D        | Motorová vozidla nespadající do skupiny D1 s více než 8 místy k sezení, kromě místa řidiče, k tomuto vozidlu smí být připojeno přípojné vozidlo, jehož maximální přípustná hmotnost nepřevyšuje 750 kg. Řidičské oprávnění skupiny D platí i pro vozidla skupiny D1. Lze jej udělit jen držiteli oprávnění skupiny B. Řidičské oprávněné skupiny D je vyžadováno i k řízení trolejbusu, vedle oprávnění k řízení drážního vozidla. | 24 let (21 let s omezením nebo v kombinaci s průkazem profesní způsobilosti s rozšířeným školením)                          |
| D+E      | Jízdní soupravy složené z motorového vozidla spadajícího pod skupinu D a přípojného vozidla, pokud nejde o jízdní soupravu, která celá spadá pod skupinu D. Řidičské oprávnění skupiny D+E opravňuje i k řízení jízdních souprav spadajících do skupiny B+E nebo D1+E. Lze jej udělit jen držiteli oprávnění skupiny D. | 24 let (23 let v kombinaci s průkazem profesní způsobilosti)                                                                |
| T        | Traktory a samojízdné pracovní stroje, a to i s přípojným vozidlem. | 17 let |

### Skupiny oprávnění do roku 2013
Do ledna 2013 byla v České republice vydávána řidičská oprávnění následujících skupin a podskupin. Jako podskupiny se označují skupiny, jejichž označení obsahuje číslici „1“, ostatní skupiny (včetně AM) se označují jako skupiny.
| Označení | Platnost a podmínky | Minimální věk |
| -------- | --- | ------------- |
| AM       | Opravňuje k řízení mopedů a malých motocyklů s maximální konstrukční rychlostí do 45 km/h (bez ohledu na objem válců a výkon motoru). | 15 let        |
| A1       | Opravňuje k řízení lehkých motocyklů o objemu válců nepřesahujícím 125 cm³ a o výkonu (motoru) nejvýše 11 kW. | 16 let        |
| A (18)   | Opravňuje k řízení motocyklů s postranním vozíkem nebo bez něj. Je-li uděleno osobě starší 18 let, platí pouze pro motocykly s výkonem (motoru) maximálně 25 kW a poměrem výkon/hmotnost nepřevyšujícím 0,16 kW/kg a motocykly jakéhokoliv výkonu s postranním vozíkem o poměru výkon/hmotnost nepřevyšujícím 0,16 kW/kg | 18 let        |
| A (21)   | Opravňuje k řízení motocyklů s postranním vozíkem nebo bez něj. Je-li uděleno osobě starší 18 let, platí pouze pro motocykly s výkonem (motoru) maximálně 25 kW a poměrem výkon/hmotnost nepřevyšujícím 0,16 kW/kg a motocykly jakéhokoliv výkonu s postranním vozíkem o poměru výkon/hmotnost nepřevyšujícím 0,16 kW/kg, je-li uděleno osobě starší 24 let, platí pro všechny motocykly; podle znění zákona je rozhodující věk osoby v době udělení oprávnění, nikoliv věk v době vydání průkazu nebo v době řízení vozidla; k rozšíření platnosti oprávnění je nutno absolvovat doplňovací zkoušku. | 21 let        |
| B1       | Opravňuje k řízení motorových tříkolových a čtyřkolových vozidel spadajících do skupiny B, jejichž maximální konstrukční rychlost převyšuje (sic!) 45 km/h nebo jsou poháněná spalovacím motorem o objemu válců převyšujícím (sic!) 50 cm³ nebo jsou poháněna jakýmkoli jiným zařízením srovnatelného výkonu. Pohotovostní hmotnost těchto vozidel nesmí být vyšší než 550 kg, do pohotovostní hmotnosti vozidla elektricky poháněného se nezapočítává hmotnost akumulátorů. | 17 let        |
| B        | Opravňuje k řízení - motorových vozidel s maximální přípustnou hmotností nepřevyšující 3,5 tuny a maximálně 8 místy k sezení mimo řidiče. Pod oprávnění nespadá řízení motocyklů, tato výjimka je však v zákoně formulována zmatečně – nejprve jsou z oprávnění vyjmuty úplně všechny motocykly (tj. všechna vozidla spadající do skupiny A), krom toho ještě jednou lehké motocykly spadající do skupiny A1 a pak ještě motocykly o výkonu nad 25 kW nebo s postranním vozíkem, pokud poměr výkon/hmotnost přesahuje 0,16 kW/kg. - jízdních souprav složených z motorového vozidla uvedeného výše a přípojného vozidla o maximální přípustné hmotnosti do 750 kg. - traktorů a samojízdných pracovních strojů s maximální přípustnou hmotností nepřevyšující 3,5 tuny - jízdních souprav složených z některého z motorových vozidel uvedených u skupiny B výše, pokud maximální přípustná hmotnost soupravy nepřevyšuje 3,5 tuny a maximální přípustná hmotnost přípojného vozidla nepřevyšuje pohotovostní hmotnost motorového vozidla. | 18 let        |
| B+E      | Jízdní soupravy z motorového vozidla skupiny B a přípojného vozidla o nejvyšší povolené hmotnosti nepřevyšující 3,5 tuny. Lze jej udělit jen držiteli oprávnění skupiny B. | 18 let        |
| C1       | Opravňuje k řízení motorového vozidla o maximální přípustné hmotnosti převyšující 3,5 tuny a nepřevyšující 7,5 tuny, s maximálně 8 místy k sezení mimo místa řidiče. K vozidlu může být připojeno přípojné vozidlo o celkové hmotnosti do 750 kg. Lze jej udělit jen držiteli oprávnění skupiny B, nestanoví-li zvláštní zákon jinak. | 18 let        |
| C1+E     | Opravňuje k řízení jízdních souprav složených z motorového vozidla spadajícího pod skupinu C1 a přípojného vozidla, pokud nejde o jízdní soupravu, která celá spadá pod skupinu C1, a pokud maximální přípustná hmotnost soupravy nepřevšuje 12 tun a maximální přípustná hmotnost přípojného vozidla nepřevyšuje pohotovostní hmotnost motorového vozidla. Lze jej udělit jen držiteli oprávnění skupiny C1. | 18 let        |
| C        | Opravňuje k řízení motorového vozidla o maximální přípustné hmotnosti převyšující 3,5 tuny a maximálně 8 místy k sezení mimo místa řidiče. K vozidlu může být připojeno přípojné vozidlo o celkové hmotnosti do 750 kg. Lze jej udělit jen držiteli oprávnění skupiny B, nestanoví-li zvláštní zákon jinak. | 18 let        |
| C+E      | Opravňuje k řízení jízdních souprav složených z motorového vozidla spadajícího pod skupinu C a přípojného vozidla, pokud nejde o jízdní soupravu, která celá spadá pod skupinu C. Lze jej udělit jen držiteli oprávnění skupiny C. Platí i pro skupinu B+E. Je-li řidič zároveň držitelem oprávnění C+E i D, platí oprávnění C+E i pro skupinu D+E. | 18 let        |
| D1       | Opravňuje k řízení motorových vozidel určených pro přepravu osob s více než 8, avšak ne více než 16 místy k sezení, kromě místa řidiče, k tomuto vozidlu smí být připojeno přípojné vozidlo, jehož maximální přípustná hmotnost nepřevyšuje 750 kg. Lze jej udělit jen držiteli oprávnění skupiny B. | 21 let        |
| D1+E     | Opravňuje k řízení jízdních souprav složených z motorového vozidla spadajícího pod skupinu D1 a přípojného vozidla, pokud nejde o jízdní soupravu, která celá spadá pod skupinu D1, a pokud maximální přípustná hmotnost soupravy nepřevšuje 12 tun a maximální přípustná hmotnost přípojného vozidla nepřevyšuje pohotovostní hmotnost motorového vozidla. Lze jej udělit jen držiteli oprávnění skupiny D1. | 21 let        |
| D        | Opravňuje k řízení motorových vozidel určených pro přepravu osob s více než 8 místy k sezení, kromě místa řidiče, k tomuto vozidlu smí být připojeno přípojné vozidlo, jehož maximální přípustná hmotnost nepřevyšuje 750 kg. Řidičské oprávněné skupiny D je vyžadováno i k řízení trolejbusu, vedle oprávnění k řízení drážního vozidla. Lze jej udělit jen držiteli oprávnění skupiny B. | 21 let        |
| D+E      | Opravňuje k řízení jízdních souprav složených z motorového vozidla spadajícího pod skupinu D a přípojného vozidla, pokud nejde o jízdní soupravu, která celá spadá pod skupinu D. Lze jej udělit jen držiteli oprávnění skupiny D. Platí i pro skupinu B+E. | 21 let        |
| T        | Opravňuje k řízení traktorů a samojízdných pracovních strojů, a to i s přípojným vozidlem. | 17 let        |

### Další ustanovení
Oprávnění skupiny AM osobě starší 15 let, oprávnění podskupiny či skupiny A1 osobě starší 16 let a oprávnění skupin T nebo B1 osobě starší 17 let lze udělit pouze s písemným souhlasem jejího zákonného zástupce; v praxi se však tato zákonná podmínka uplatňuje pouze u nezletilých osob, ač doslovné znění zákona ji vztahuje na všechny uchazeče.
Z věkového limitu pro skupiny A a A1, podle novely i A2, může ministerstvo dopravy udělit výjimku pro osobu, která je držitelem licence motoristického sportovce, výjimka však platí pouze pro jízdu při sportovní soutěži (nevztahuje se tedy ani například na tréninkové jízdy).
K řízení vozidel skupin C a D včetně jejich podskupin C1 a D1 a kombinací s E je (až na výjimky podle odst. 5) §3 zákona č. 361/2000 Sb.) kromě řidičského oprávnění nutný též průkaz profesní způsobilosti řidiče (schválený pozměňovací návrh k novele zákona umožnil též formu záznamu o profesní způsobilosti přímo na řidičském průkazu), který je spojen s dalšími věkovými omezeními nad rámec věkových limitů pro vydání řidičského oprávnění. Dále je nutno se podrobovat pravidelným lékařským prohlídkám, a pokud nejde o C/C1(+E) do 7,5 tuny, také dopravně-psychologickému vyšetření.
Absolvoval-li žadatel výcvik ve vozidle s automatickou převodovkou, platnost řidičského oprávnění je omezena na vozidla s automatickou převodovkou; to se nevztahuje na skupinu AM.
V případě omezené zdravotní způsobilosti řidiče může být stanovena odpovídající podmínka platnosti oprávnění.
K řízení drážního vozidla užívaného v provozu na pozemních komunikacích postačí oprávnění k řízení drážního vozidla, pouze k řízení trolejbusu je navíc vyžadováno i řidičské oprávnění skupiny D.
Ze zvýšení věkových limitů pro skupiny C a D od roku 2013 jsou navrženy výjimky vztahující se na profesionální řidiče. Pro skupinu C může být vydáno oprávnění již osobě od 18 let věku a pro skupinu D od 21 let věku, pokud je do dosažení obecně požadovaného věku platnost oprávnění omezena jen na vozidla užívaná policií, obecní policií, vězeňské služby ozbrojených sil ČR, hasičského záchranného sboru a jednotek požární ochrany, celních orgánů a na zkušební jízdy související s opravou a údržbou vozidel. V nižším věku lze získat řidičské oprávnění také tehdy, absolvuje-li uchazeč rozšířené vstupní školení v rámci získávání průkazu profesní způsobilosti řidiče.
Dosavadní oprávnění zůstávají v platnosti a opravňují ode dne nabytí účinnosti novely rovněž k řízení motorových vozidel, která jsou do skupin vozidel se shodným označením nově zařazena, pokud tomu nebrání omezení nebo podmínění řidičského oprávnění.